# 锡米亚讷公馆
锡米亚讷公馆（Hôtel de Simiane）又名格利尼昂锡米亚讷公馆（Hôtel de Grignan Simiane）是普罗旺斯地区艾克斯的一座历史建筑，位于马扎然区的戈兰德街17号。

## 历史
它是由建筑师托马斯·莱尼（1682-1739）设计于17世纪。 它包括克劳德·约瑟夫·韦尔内（1714-1789）的墙纸。共有三层。外面有个喷泉。
它是弗朗索瓦·玛格丽特·德·塞维尼（1646–1705）和她的丈夫格利尼昂伯爵弗朗索瓦·阿德玛·德·蒙特尼尔（1632–1714）的私人住宅， 他们的女儿，波林纳·锡米亚讷（1676-1737），在1730年将其出售给另一个私人所有者。
1989年7月1日，该建筑列为法国历史遗迹。